# Carl-Gustav Esseen
Carl-Gustav Esseen (* 18. September 1918 in Linköping; † 10. November 2001) war ein schwedischer Mathematiker. Sein Spezialgebiet war die Wahrscheinlichkeitstheorie.

## Leben
Carl-Gustav Esseen besuchte die Schule in Linköping. Ab 1936 studierte er an der Universität Uppsala Mathematik, Astronomie, Physik und Chemie und arbeitete anschließend als Wissenschaftlicher Assistent an der Universität Uppsala. Angeregt durch die Arbeiten von Harald Cramér und Arne Beurling untersuchte er die Genauigkeit der Approximation an die Normalverteilung im Zentralen Grenzwertsatz und bestimmte für den Fall unabhängiger und identisch verteilter Summanden die beste Genauigkeit. Dieses Resultat, das er unabhängig von dem Mathematiker Andrew C. Berry fand, ist heute unter dem Namen Satz von Berry-Esseen bekannt. 
1944 wurde Carl-Gustav Esseen mit einer Arbeit über die Fourieranalyse von Verteilungsfunktionen promoviert. 1949 wurde er als ordentlicher Professor für Angewandte Mathematik an die Königlich Technische Hochschule in Stockholm berufen. 1962 wurde er am Institut Professor für Mathematische Statistik und 1967 der erste Lehrstuhlinhaber für Mathematische Statistik an der Universität Uppsala. Im Jahr 1984 wurde er emeritiert.

## Wissenschaftliche Arbeit
Obwohl sich Esseen in den meisten seiner Arbeiten mit dem Zentralen Grenzwertsatz und verwandten Themen beschäftigte, leistete er auch wichtige Beiträge auf anderen Gebieten. Einige seiner Schriften hatten Einfluss auf industrielle Anwendungen, zum Beispiel seine Untersuchungen zur Steuerungstheorie in der Telekommunikation. Nach seiner Emeritierung beschäftigte er sich mit Themen aus der Zahlentheorie, insbesondere mit Faktorisierungsverfahren, die von Bedeutung für die Kryptologie sind.
Esseen betreute mehrere Doktoranden. Seine Vorlesungen und Schriften zeichneten sich durch ihre methodische Aufbereitung aus. Seine Kollegen schätzten seine Fähigkeit, in Arbeiten Ungenauigkeiten zu finden und diese zu korrigieren.

## Ehrungen
- 1963: Mitglied der Königlich Schwedischen Akademie der Ingenieurwissenschaften

Festschrift
- Allan Gut, Lars Holst (Hrsg.): Probability and mathematical statistics. Essays in honour of Carl-Gustav Esseen. Festschrift zum 65. Geburtstag von Carl-Gustav Esseen. Academic Press, New York 1983.

## Schriften
- On the Liapounoff Limit of error in the theory of probability. In: Arkiv för Mathematik, Astronomi och Fysik. Stockholm 1942.
- Determination of the maximum deviation from the Gaussian law. Almqvist & Wiksell, Stockholm 1943.
- Fourier analysis of distribution functions. A mathematical study of the Laplace-Gaussian law. Dissertation. In: Acta mathematica. 77, 1944.
- On Mean Central Limit Theorems. Elander, Göteborg 1958.
- Bounds for the absolute third moment. In: Scandinavian Journal of Statistics. Band 2. Blackwell, Oxford 1975, ISSN 0303-6898, S. 149–152.
- mit Svante Janson: On moment conditions for normed sums of independent variables and Martingale differences. Uppsala 1983.
- A stochastic model for primitive roots. Uppsala 1991.